# Noordam
La Noordam è una nave da crociera della compagnia Holland America Line. È la quarta di una serie di gemelle che comprende anche Westerdam, Zuiderdam e Oosterdam. Il nome deriva dal termine olandese "Noord", che indica il punto cardinale Nord.

## Storia
La nave è stata costruita da Fincantieri a Marghera (frazione di Venezia) e battezzata il 22 febbraio 2006 dall'attrice americana Marlee Matlin.
Nel 2009 è stata sottoposta a una lieve ristrutturazione, in cui sono state aggiunte delle nuove cabine e la stazza lorda è così aumentata da 81796 a 82305.

## Navi gemelle
- Zuiderdam
- Oosterdam
- Westerdam